# João Sayad
João Sayad (São Paulo, 10 de outubro de 1945 – São Paulo, 5 de setembro de 2021) foi um economista brasileiro, professor da Faculdade de Economia, Administração e Contabilidade da Universidade de São Paulo (FEA-USP). 
Bacharel em economia pela Faculdade de Economia e Administração da Universidade de São Paulo (FEA-USP), foi, junto com Luciano Coutinho e Roberto Macedo, diretor do Centro Acadêmico Visconde de Cairu em 1966. No ano seguinte à sua graduação em 1967, tornou-se professor do Departamento de Economia da FEA-USP, concluindo o curso de mestrado em economia no Instituto de Pesquisas Econômicas (IPE) da FEA-USP em 1970.
Transferindo-se em 1973 para os Estados Unidos, obteve o título de Master of Arts na Universidade de Yale, na qual completaria sua formação acadêmica com o Philosophy Doctor (PhD) em economia em 1976. Pesquisador do IPE desde 1974, tornou-se livre-docente do Departamento de Economia da FEA-USP em 1978.
João Sayad foi o criador do Relatório Sayad, feito sob encomenda do governo do estado do Rio Grande do Sul para ser uma bússola que norteasse a solução dos problemas locais.
Ocupou outros cargos públicos, como o de Secretário Estadual da Fazenda de São Paulo nos dois primeiros anos da gestão de Franco Montoro (1983 - 1985), o de Secretário Municipal de Finanças da cidade de São Paulo na administração de Marta Suplicy (2001 - 2004) e o de Secretário Estadual de Cultura durante o governo de José Serra (2007 - 2010). 
Foi ministro do Planejamento no governo de José Sarney, tendo participado da elaboração e implementação do Plano Cruzado em conjunto de João Manuel Cardoso de Mello e Luiz Gonzaga Belluzzo.
Na iniciativa privada fundou, ao lado de Henri Philippe Reichstul e Francisco Vidal Luna, o Banco SRL, depois comprado pelo grupo American Express.
Em setembro de 2004, foi nomeado vice-presidente de finanças e administração do Banco Interamericano de Desenvolvimento.
Foi também presidente da TV Cultura de 2010 a 2012, sendo substituído ao fim do mandato por Marcos Mendonça.

## Morte
João Sayad morreu em decorrência de um câncer no dia 5 de setembro de 2021, em São Paulo aos 75 anos.